# Conway (South Carolina)
Conway is een plaats (city) in de Amerikaanse staat South Carolina, en valt bestuurlijk gezien onder Horry County.

## Demografie
Bij de volkstelling in 2000 werd het aantal inwoners vastgesteld op 11.788.
In 2006 is het aantal inwoners door het United States Census Bureau geschat op 14.056, een stijging van 2268 (19.2%).

## Geografie
Volgens het United States Census Bureau beslaat de plaats een oppervlakte van
34,7 km², waarvan 32,9 km² land en 1,8 km² water. Conway ligt op ongeveer 12 m boven zeeniveau.

## Plaatsen in de nabije omgeving
De onderstaande figuur toont nabijgelegen plaatsen in een straal van 24 km rond Conway.

## Geboren
- William Gibson (1948), sciencefictionauteur en 'vader' van de 'cyberpunk'
- Scott Bessent (1962), investeerder en hedgefondsmanager; 79e minister van Financiën